# Градска општина Палилула (Београд)
Општина Палилула је градска општина Града Београда. Заузима површину од 44.661 ha, на којој према попису из априла 2011. године живи 173.521 становника. Према подацима са последњег пописа 2022. године у општини је живело 182.624 становника
Назив је настао по томе што је, у време владавине Турака, у вароши било забрањено пушење и било каква употреба дувана на улицама, због опасности од пожара. Они који нису могли без луле, да би је запалили, морали су да иду ван градских зидина. Једно од тих места где су одлазили била је и данашња Палилула. Као београдска општина постоји од 1956. године.
Слава општине Палилула је Марковдан, 8. мај.

## Положај
Већи део општине се простире на левој, банатској, обали Дунава. Та територија је ограничена Дунавом са запада и југа, Тамишом са истока и каналом Караш са севера. Земљиште је равно, ритско и мочварно. Испресецано је каналима а постоје и велике баре и језера. На површини ове општине је и велико пољопривредно добро ПКБ.

## Порекло имена
Име је добила по томе што је била једно од места у којој су житељи могли да запале луле јер је током турске владавине било забрањено пушење због опасности од пожара. Назив потиче из прве половине 19. века јер су куће биле углавном дрвене и лако запаљиве. Тада су још просечене веома широке улице овим крајем да не би долазило до пожара. Палилулом су често шетали страствени пушачи са лулама и чибуцима. Остао је и запис Романа Зморског, пољског књижевника, који је 1855. посетио Београд и описао Палилулу. Описао ју је као гробље с малом црквом, у близини Београда, где је становао грнчар који је правио луле од печене глине. Грнчара су звали Палилула и тако је читав крај добио по њему назив.
Палилула је била предграђе Београда које је везир Марашли Али-паша населио "за своју послугу". Палилулци су се бавили земљорадњом и рабаџилуком, продавали су бивоље млеко Турцима.

## Насеља
Градска општина Палилула се састоји из 8 насеља:
| Насељено место           | Број становника | Број становника | Промена (%) |
| Насељено место           | Попис 2011.     | Попис 2022.     | Промена (%) |
| ------------------------ | --------------- | --------------- | ----------- |
| Београд – део            | 110.637         | 113.883         | +2,93%      |
| Борча                    | 46.086          | 51.862          | +12,53%     |
| Велико Село              | 1.594           | 1.465           | -8,09%      |
| Дунавац                  | 496             | 391             | -21,17%     |
| Ковилово                 | 920             | 760             | -17,39%     |
| Овча                     | 2.742           | 3.494           | +27,43%     |
| Падинска Скела           | 9.263           | 8.519           | -8,03%      |
| Сланци                   | 1.783           | 2.250           | +26,19%     |
| Градска општина Палилула | 173.521         | 182.624         | +5,25%      |

### Насеља на десној обали Дунава
- Велико Село
- Сланци

### Насеља на левој страни Дунава
- Бесни Фок
- Борча
- Борча Греда
- Врбовски
- Глогоњски Рит
- Дунавац
- Јабучки Рит
- Ковилово
- Овча
- Падинска Скела
- Товилиште
- Црвенка
- Крњача

## Градске четврти

### Градске четврти на десној обали Дунава
- Ада Хуја
- Богословија
- Вилине воде
- Вишњица
- Вишњичка Бања
- Депонија
- Карабурма
- Лешће
- Роспи Ћуприја
- Ташмајдан
- Ћалије

### Градске четврти на левој обали Дунава
- Блок Браћа Марић
- Блок Бранко Момиров
- Блок Грга Андријановић
- Блок Сава Ковачевић
- Блок Сутјеска
- Блок Зага Маливук
- Крњача
- Котеж
- Кожара
- Мика Алас
- Партизански блок
- Рева

## Демографија
Према последњем попису из 2022. на територији градске општине живело је 182.624 становника. Већину становништва чинили су Срби (81,48%), а од мањина највише је било Рома (2,73%), Горанаца (1,56%) и Југословена (0,65%).
| Етнички састав према попису из 2022.‍ | Етнички састав према попису из 2022.‍ | Етнички састав према попису из 2022.‍ | Етнички састав према попису из 2022.‍ | Етнички састав према попису из 2022.‍ |
| ------------------------------------ | ------------------------------------ | ------------------------------------ | ------------------------------------ | ------------------------------------ |
|                                      |                                      |                                      |                                      |                                      |
| Срби                                 | Срби                                 |                                      | 148.809                              | 81,48%                               |
| Роми                                 | Роми                                 |                                      | 4.983                                | 2,73%                                |
| Горанци                              | Горанци                              |                                      | 2.847                                | 1,56%                                |
| Југословени                          | Југословени                          |                                      | 1.179                                | 0,65%                                |
| Македонци                            | Македонци                            |                                      | 579                                  | 0,32%                                |
| Румуни                               | Румуни                               |                                      | 543                                  | 0,30%                                |
| Муслимани                            | Муслимани                            |                                      | 516                                  | 0,28%                                |
| Црногорци                            | Црногорци                            |                                      | 457                                  | 0,25%                                |
| Руси                                 | Руси                                 |                                      | 420                                  | 0,23%                                |
| Хрвати                               | Хрвати                               |                                      | 397                                  | 0,22%                                |
| Бошњаци                              | Бошњаци                              |                                      | 295                                  | 0,16%                                |
| Мађари                               | Мађари                               |                                      | 224                                  | 0,12%                                |
| Албанци                              | Албанци                              |                                      | 163                                  | 0,09%                                |
| Бугари                               | Бугари                               |                                      | 101                                  | 0,06%                                |
| Словаци                              | Словаци                              |                                      | 89                                   | 0,05%                                |
| Словенци                             | Словенци                             |                                      | 83                                   | 0,05%                                |
| Остали                               | Остали                               |                                      | 1.216                                | 0,67%                                |
| Регионално                           | Регионално                           |                                      | 116                                  | 0,06%                                |
| Неизјашњени                          | Неизјашњени                          |                                      | 3.694                                | 2,02%                                |
| Непознато                            | Непознато                            |                                      | 15.913                               | 8,71%                                |

## Месне Заједнице
- Бара Рева
- Борча Греда
- Велико Село
- Вишњица
- Вишњичка Бања
- Деспот Стефан Лазаревић
- Дунавски венац
- Јован Цвијић
- Карабурма - Дунав
- Котеж
- Надежда Петровић
- Нова Борча
- Овча
- Падинска Скела
- Роспи Ћуприја
- Сланци
- Стара Борча
- Стара Карабурма
- Стара Палилула
- Старине Новак
- Стеван Христић
- Ташмајдан
- Филип Вишњић
- Хаџипоповац

## Галерија
- Панорама Карабурме
- Београдски памучни комбинат
- Насеље Борча
- Црква у Овчи
- Правни факултет
- Панчевачки мост